# فرجينيا ساليناس دي كارانزا
فرجينيا ساليناس دي كارانزا، هي السيدة الأولى للمكسيك بعد الثورة المكسيكية التي كانت كفاحًا مسلحًا كبيرًا استمر من عام 1910 إلى عام 1920، والذي حول الثقافة والحكومة المكسيكية، وعلى الرغم من أن الأبحاث الحديثة قد ركزت على الجوانب المحلية والإقليمية للثورة إلا أنها كانت ثورة وطنية حقيقية.

## حياتها
كانت متزوجة من فينوستيانو كارانزا الذي كان زعيم رئيسي للثورة وأول رئيس دستوري لمكسيك(رئيس دولة وحكومة المكسيك بموجب الدستور والقائد الأعلى للقوات المسلحة المكسيكية) من حوالي 1917–1920، وكان أحد القادة الرئيسيين للثورة المكسيكية التي هزم جيشها الدستوري الثوري الشمالي النظام المعادي للثورة فيكتوريانو هويرتا (فبراير 1913- يوليو 1914)، وحصل على السلطة في المكسيك، حيث شغل منصب رئيس الدولة من 1915-1917، ومع إصدار دستور مكسيكي ثوري جديد لعام 1917 تم انتخابه رئيسًا، وخدم من 1917 إلى 1920.كان كارانزا من عائلة غنية تملك الأراضي، وعلى الرغم من موقفه كرئيس للحركة الثورية الشمالية فقد كان قلقًا من أن حيازة الأراضي في المكسيك لن تتم إعادة هيكلتها بشكل أساسي بواسطة الثورة.كان أكثر تحفظًا من زعيم الفلاحين الجنوبيين إميليانو زاباتا (وهو أحد الشخصيات البارزة في الثورة المكسيكية).

## مكانتها
- برزت فرجينيا كامرأة مؤثرة خلال الثورة وهي مذكورة في قاموس الثورة المكسيكية.
- كانت امرأة متعلمة تعليماً عالياً  لم يكن شائعاً في ذلك الوقت، وكانت تدعم زوجها باستمرار بأي طريقة ممكنة في هزيمة فيكتوريانو هويرتا (خوسيه فيكتوريانو هويرتا ماركيزالذي يعد ضابطًا عسكريًا مكسيكيًا، لقبه أنصاره باسم هوريستاس خلال الثورة المكسيكية، ولا يزال يتعرض للاشمئزاز من قبل المكسيكيين المعاصرين) وقواته خلال الثورة المكسيكية.

## وفاتها
توفيت فيرجينيا ساليناس دي كارانزا في 9 نوفمبر 1919 في كويريتارو التي تقع في شمال وسط المكسيك في منطقة تعرف باسم باجيو، يحدها ولايات سان لويس وبوتوسي من الشمال وغواناخواتو من الغرب وهيدالغو من الشرق والمكسيك من الجنوب الشرقي وميتشواكان من الجنوب الغربي. 